# International Holding Company
IHC ou International Holding Company PJSC (em árabe: الشركة العالمية القابضة) é uma holding de investimentos global fundada em 1998 em Abu Dhabi, Emirados Árabes Unidos. A International Holding Company está listada como IHC na Bolsa de Valores de Abu Dhabi. A IHC desenvolve e administra diversas empresas com foco em investimentos de capital, Saúde, Distribuição de Alimentos e Bebidas, Imóveis, Construção, Utilities, Tecnologia da Informação, Comunicação, Marketing, Varejo e lazer, Locação de transporte e terceirização de mão de obra. A empresa opera nos Emirados Árabes Unidos, Oriente Médio, Ásia, África, Europa e EUA com mais de 6.500 funcionários em todo o mundo.
Em março de 2021, IHC reportou U$ 81 milhões de lucro líquido, e U$ 3,8 bilhões em aumento de ativos em 31 de dezembro de 2020, comparado com U$ 1,8 bilhões reportados no ano anterior.

## References
1. ↑  «Overview». www.adx.ae. Consultado em 7 de junho de 2021
2. ↑  Editorial, Reuters. «IHC.AD - International Holdings Company PJSC Key Developments | Reuters». www.reuters.comundefined (em inglês). Consultado em 9 de junho de 2021
3. ↑  «International Holding Company reports Dh3 billion net profits driven by acquisitions». gulfnews.com (em inglês). Consultado em 7 de junho de 2021
4. ↑  Godinho, Varun (8 de março de 2021). «Abu Dhabi's International Holding Company reports Dhs3bn net profit for 2020». Gulf Business (em inglês). Consultado em 7 de junho de 2021